# I. Ágost braunschweig–lüneburgi herceg
I. Ágost braunschweig–lüneburgi herceg (1568. november 18. – Celle, 1636. október 1.) Dániai Dorottya brunswick-lüneburgi hercegnő és ifjabbik Vilmos brunswick-lüneburgi herceg fia. 1610 és 1636 között ő volt Ratzeburg evangélikus püspöke, 1633 és 1636 között Brunswick-Lüneburg hercege.